# Mali Gorenec
Mali Gorenec falu Horvátországban Varasd megyében. Közigazgatásilag Bednjához tartozik.

## Fekvése
Varasdtól 32 km-re, községközpontjától 2 km-re délnyugatra a Bednja völgyében fekszik.

## Története
A falunak 1857-ben 206, 1910-ben 331 lakosa volt. A trianoni békeszerződésig Varasd vármegye Ivaneci járáshoz tartozott. 2001-ben a falunak 50 háztartása és 150 lakosa volt.

## Külső hivatkozások
- Bednja község hivatalos oldala